# Província de Tiraque
La província de Tiraque és una de les 16 províncies del Departament de Cochabamba, a Bolívia. La seva capital és Tiraque.
Geogràficament està situada la franja subandina, a una altura d'uns 3.200 msnm a 200 m, té 1.739 km² i 25.919 habitants (dada del 2001).